# Jean Randier

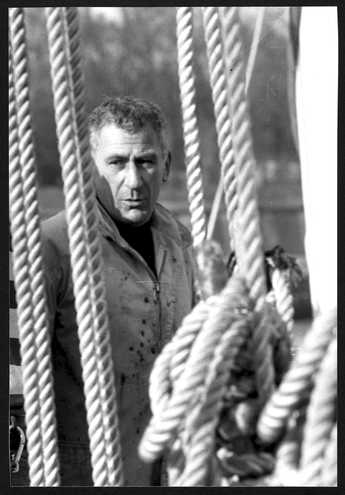
Le commandant Jean Randier, à bord du Belem, amarré pour restauration au pied de la tour Eiffel, à Paris, en 1983.

Jean Randier, né le 13 juillet 1926 à Houilles et mort le 29 octobre 2003 à Saint-Aulaye en Dordogne, est un capitaine de marine marchande, historien maritime, expert d'antiquités de marine français et auteur d'ouvrages et de romans de l'histoire maritime et du monde de la mer.

## Biographie
Il est né dans la banlieue ouest de Paris, à Houilles. À 17 ans, il est agent de liaison pour la Résistance française. Il devient officier de la marine marchande en 1946, à l'âge de 20 ans,. Il commande notamment le pétrolier géant Batillus et le navire de recherche océanographique Ocean Surveyor. En 1981, il participe comme maître d'œuvre à la restauration du Belem, et en devient le premier commandant en 1986. À ce titre, il effectue le voyage inaugural vers New York à l'occasion du centenaire de la statue de la Liberté.
Il devient directeur de la Fondation Belem, et membre de l’Académie de marine.
Auteur d'ouvrages sur les derniers cap-horniers, sur les instruments de la marine, sur l'histoire de la Royale et de la marine marchande, il a dirigé une collection aux éditions de la Cité, à Brest, sur les porte-avions et les sous-marins français, depuis leurs origines jusqu'à aujourd'hui.
Jean Randier meurt à l'âge de 77 ans à Saint-Aulaye en Dordogne,.

## Distinctions
- Croix de guerre 1939-1945 avec citation
- Chevalier de la Légion d'honneur

## Œuvres littéraires
Histoire maritime
- Marins du pétrole. Hachette, 1961
- L'Âge d'or de la marine à voile. Hachette, 1964
- L'Instrument de marine, Arthaud, 1978

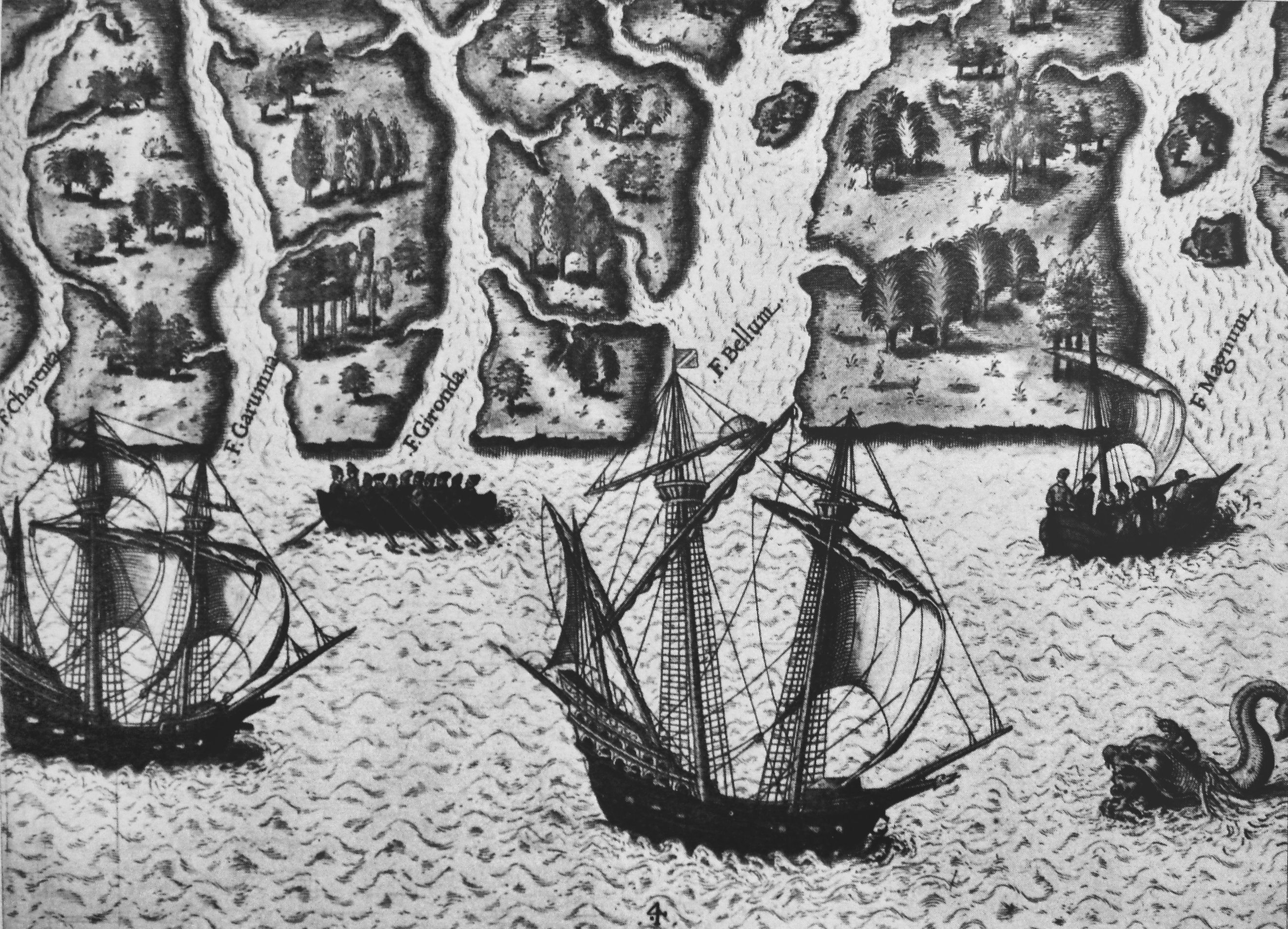
Exploration de la Floride par Ribault et Laudonnière en 1564. Illustration tirée de La Royale, Jean Randier, p. 31.

- La Royale - l'histoire illustrée de la marine nationale française des débuts de la vapeur à la fin de la première guerre mondiale Royale en trois volumes : Le Sabord et la Vergue. Des origines à la fin de la voile. L'Éperon et la Cuirasse. Des débuts de la vapeur (1850) à 1919. La Torpille et la Bombe. Du lendemain de la Grande Guerre à nos jours. Éditions de la Cité, Brest, 1973, 1976, 1978
- L'Antiquaire de marine. Éditions Maritimes et d'Outre-Mer, 1974
- L'Aventure maritime
- La Marine à voile - dictionnaire encyclopédique illustré des termes nautiques et du langage à bord des grands voiliers
- Grands voiliers français 1880-1930. Construction, gréement, manœuvre, vie à bord. Éditions des Quatre-Seigneurs, Grenoble, 1973
- Hommes et navires au cap Horn, Hachette, 1966. Grand prix de l'Académie de marine en 1967
- Phares Carrées. Journal de bord des grands voiliers. Gallimard, 1992  (ISBN 2070602702)
- L'Objet de marine. Gallimard, 1992  (ISBN 2070602672)

Romans maritimes
- La Belle Lucette. Gallimard Loisirs, 1990  (ISBN 2070602591)
- Les Mutins de L’Atalante, illustrations de Gilbert Maurel. Gallimard jeunesse, 1998  (ISBN 2070509656)
- Un mousse au cap Horn, illustrations de Gilbert Maurel. Gallimard jeunesse, Folio Junior, 1990  (ISBN 2070336018)

Navigation et yachting
- Introduction à l'art de naviguer. Éditions Maritimes et d'Outre-Mer, 1968
- La Plaisance. Odège, Livre de Paris, 1970